# Bäckebol

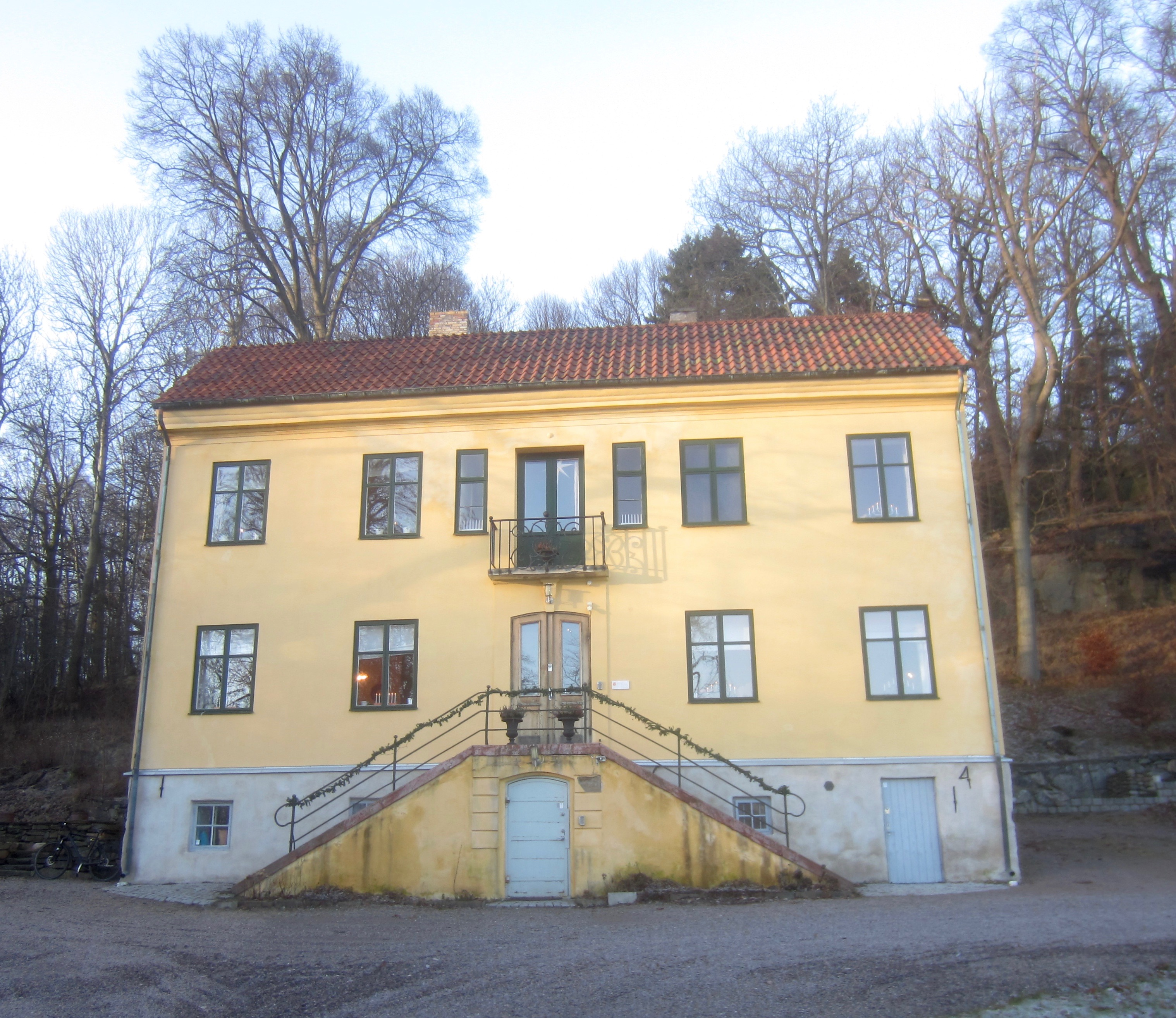
Bäckebols gård var tidigare säteri och är byggnadsminne sedan 1969.

Bäckebol är ett område i stadsdelen och primärområdet Backa på östra Hisingen i Göteborg tillhörande stadsdelsnämndsområdet Norra Hisingen. I den del av Bäckebol, som ligger utmed Göta älv, finns Bäckebol Homecenter med bland annat Ikea, Bäckebol skor, Coop Forum, Bauhaus och Power. Då OBS i Bäckebol öppnade den 3 april 1973 med en total yta av 30 000 kvadratmeter, var det landets största stormarknad.
Bäckebols enskilda begravningsplats vid Skälltorp Östergård, har använts som begravningsplats sedan mitten av 1700-talet av ägarna till den närbelägna Bäckebols säteri – uppfört 1764 av vågmästaren och notarien i Göteborg, Johan Oliveholm.